# Eugenie Bolza
Eugenie Bolza, Pseudonym Natalie (* 26. Dezember 1816 als Eugenie Popp von Böhmstetten in Wien; † 2. April 1891 ebenda) war eine österreichische Beamtin,  Schriftstellerin und Übersetzerin.

## Leben
Bolza arbeitete in Wien als Ministerialsekretärin in Wien. Sie übersetzte zudem aus dem Italienischen und schrieb Gedichte.
Sie war die Tochter des Bankdirektors und Politikers Zenobius Konstantin Popp von Böhmstetten (1785–1866) und Ehefrau des Philologen Johann (Gian Battista) Bolza (1801–1869).

## Werke
- Gedichte. Carl Gerold, Wien 1853. (Digitalisat)